# Мушуле
Мушуле или „каменоједи“ (што у преводу и значи њихово латинско име; Lithophaga) су род шкољки који је добио назив по томе што су представници способни да буше рупе у кречњачким стенама. То раде тако што окрећу своју љуштуру, а уз помоћ жлезда у плашту које луче кисели секрет.

## Врсте
Дат је непотпун списак врста: